# Bobrovytsja
Bobrovytsja  (ukrainsk: Бобро́виця, ukrainsk udtale: [boˈbrɔʋɪt͡sʲɐ]), er byen i Nizjyn rajon i Tjernihiv oblast (provins) i Ukraine. Den ligger ved siden af floden Bystrytsja. Bobrovytsja er hjemsted for administrationen af Bobrovytsja urban hromada, en af Ukraines hromadaer.
I 1614 var den en kongeby i Polen, men senere blev den en del af Kyiv Voivodskab indtil 1667, hvor det overgik til Zar-Rusland.
Byen har 10.894 (2020) indbyggere.

## Historie
Bobrovytsjas oprindelse kendes fra de arkæologiske ruiner af en bebyggelse fra det 11.-13. århundrede.
I det 16. århundrede var Bobrovytsja en by i Kyiv-provinsen i Den polsk-litauiske realunion.
Ifølge polske illustrationer havde "Bobrowica" i 1618 omkring 107 hjem. Ifølge en anden polsk illustration fra 1628 var byen beboet allerede i år 1600.